# Hollywood Pictures
Hollywood Pictures: Der Kinomanager ist ein Computerspiel der Spieleentwickler von Sayonara Software rund um Jo Seitz. Es wurde 1995 für den Amiga veröffentlicht und von Starbyte vertrieben. Es folgte eine Umsetzung für den PC. Ostern 2007 erschien die Fortsetzung Hollywood Pictures 2.

## Spielprinzip
Bei Hollywood Pictures handelt es sich um eine Wirtschaftssimulation, in der man als Manager eines kleinen Kinos das nötige Startkapital verdient, um selbst in das Filmgeschäft einzusteigen.
Nachdem dieses Ziel erreicht wurde, macht der Spieler sich daran, eigene Filme zu produzieren. Zuerst stellt er aus einer Reihe vorgegebener Schlagwörter ein Drehbuch zusammen und legt die Attribute wie Spannung, Gewalt und Gefühle auf einer Skala von 1 bis 10 fest. Nun folgt das Anwerben von Schauspielern, Regisseuren und Kamerateams. Nachdem diese Aufgabe erledigt ist, kann der Spieler seinen ersten Film in Auftrag geben. Nach wenigen Monaten ist der erste Film fertiggestellt und finanziert durch sein Einspielergebnis das nächste Filmprojekt. Das Spiel endet nach zehn simulierten Jahren.

## Besonderheiten
Ein Grund für die damalige Beliebtheit von Hollywood Pictures war die Möglichkeit, fast sämtliche Dateien verändern zu können. So konnten die Schauspielernamen, die auf den Installationsdisketten auf A. Schwarzenacker oder ähnlich lauteten, leicht abgewandelt werden. Der Spieler konnte Kulissen und Drehorte mit entsprechenden Bildbearbeitungsprogrammen fast beliebig modifizieren und schuf so eine individuelle Fassung des Spiels.
Hollywood Pictures erweiterte den Bereich der Wirtschaftssimulationen um die Möglichkeit, sich als „Hollywood-Macher“ zu betätigen. Der 2007 erschienene Nachfolger Hollywood Pictures 2 wurde dagegen, besonders im Vergleich mit The Movies (2005), allgemein als enttäuschend bewertet.

## Rezeption
Hollywood Pictures bekam gemäßigte bis positive Bewertungen.

„Für mich als eingefleischten Video-Freak hat Starbyte einen Wirtschaftssimulations-Knüller abgeliefert, auf den ich schon lange gewartet habe.“